# Audrey Bruneau
Pour les articles homonymes, voir Bruneau.
Audrey Bruneau, née le 21 septembre 1992 à Clichy, est une handballeuse internationale française, évoluant au poste d'arrière gauche.

## Biographie
Après avoir découvert le handball au collège, elle en commence la pratique dans divers clubs de la région parisienne. Elle rejoint le club d'Issy-Paris en 2008, à l'âge de 16 ans.
Elle évolue dans le club d'Issy-les-Moulineaux HB de 2008 à son retour du championnat du monde 2011, quand elle s'engage avec l'ES Besançon, avec qui elle terminera la saison 2011-2012.
En juillet 2013, elle rejoint les Panthères du CJF Fleury Loiret Handball. Après deux saisons à Fleury, marquées par trois titres (coupe de France 2014, coupe de la Ligue 2015 et championnat de France 2015), mais en manque de temps de jeu sur la fin de saison 2014-2015, Audrey Bruneau décide de rejoindre l'Union Bègles Bordeaux-Mios Biganos. Le club girondin dépose cependant le bilan début novembre 2015. Sans club pendant deux mois, elle retourne finir la saison à Fleury remplaçant au pied levé Beatriz Fernández partie pour raisons personnelles.
Elle y remporte une deuxième coupe de la Ligue dès le mois de mars, avant d'annoncer en avril rejoindre le club autrichien d'Hypo Niederösterreich pour la saison 2016-2017, pour sa première expérience à l'étranger.
Pour la saison 2017-2018, elle revient en France et s'engage avec le Mérignac Handball.
Au terme de sa première saison avec les Foudroyantes, elle est élue Meilleure Joueuse du Championnat D2F. Avec le MHB, elle remporte 2 titres de Championne de France D2F (2018 & 2019) et accède à la Ligue Butagaz Energie pour la saison 2019-2020.

## Sélection nationale
Elle connait sa première sélection en équipe de France en 2010.

## Palmarès

### Équipe nationale
championnat du monde
- médaille d'argent au Championnat du monde 2011,  Brésil

championnat d'Europe
- 9e place au Championnat d'Europe 2012,  Serbie

autres
- 4e place au championnat du monde jeunes en 2010[12],[13]
- 4e place du championnat d'Europe jeunes en 2009[14]

### Club
compétitions internationales
- finaliste de la coupe d'Europe des vainqueurs de coupe en 2015 (avec Fleury Loiret)

compétitions nationales
- championne d'Autriche en 2017 (avec Hypo Niederösterreich)
- championne de France en 2015 (avec Fleury Loiret)
- vainqueur de la coupe de France en 2014 (avec Fleury Loiret)
- vainqueur de la coupe de la Ligue en 2015 et 2016 (avec Fleury Loiret)
- finaliste de la coupe de la Ligue en 2014 (avec Fleury Loiret)
- championne de France de deuxième division en 2010 (avec Issy Paris Hand), 2018 et 2019 (avec Mérignac Handball)